# America Chavez
America Chavez é uma personagem fictícia da editora de quadrinhos norte-americana Marvel Comics. Ela foi criada pelo escritor Joe Casey e pelo desenhista Nick Dragotta, tendo aparecido pela primeira vez em 2011 na revista Vengeance #1. A personagem estreou nos quadrinhos fazendo parte da equipe Brigada Adolescente, mas eventualmente abandonando o time e ingressando nos Jovens Vingadores, equipe pela qual é mais conhecida.
Fez sua primeira aparição em uma obra live-action no filme Doutor Estranho no Multiverso da Loucura da Marvel Studios, sendo interpretada pela atriz Xochitl Gomez.

## Aparência
Nos quadrinhos
America é representada como uma adolescente (ou jovem adulta em algumas interpretações) negra de origem latina. Ela tem longos cabelos marrons e cacheados, com olhos castanhos e brincos de argola dourados. Seu uniforme varia bastante em cada uma de suas aparições, mas geralmente mantem-se o padrão de usar roupas com cores que representem ou lembrem fortemente a bandeira de Porto Rico, frequentemente por uma jaqueta (que as vezes é substituída por um moletom) com as cores do país.
No cinema
No filme Doutor Estranho no Multiverso da Loucura, Chavez faz uma aparição como uma garota de 14 anos, mais jovem do que sua contraparte original, trajada de sua icônica jaqueta azul com detalhes em vermelho e branco. Ela é interpretada por Xochitl Gomez, uma atriz canadense de ascendência mexicana e indígena. A personagem carrega um bottom com as cores da bandeira do orgulho LGBTQIA+, em alusão a sua sexualidade nos quadrinhos.

## Aparições em outras mídias

### Séries
- America Chavez aparece na série Marvel Rising, nos episódios "Chasing Ghosts" e "Heart of Iron", além do curta "Ultimate Comic", sendo dublada por Cierra Ramirez.[3]

### Filmes
- America Chavez aparece no filme animado Marvel Rising: Secret Warriors, sendo dublada por Cierra Ramirez.[3]

#### Universo Cinematográfico Marvel
- America Chavez aparece como coadjuvante no filme live-action Doutor Estranho no Multiverso da Loucura, sendo interpretada por Xochitl Gomez.[4]

### Videogames
- America Chavez é uma personagem jogável no game Lego Marvel's Avengers.
- America Chavez é uma personagem desbloqueável no game Pinball FX 2, por meio da DLC "Marvel's Women of Power".[5]
- America Chavez foi uma personagem desbloqueável no game Marvel Avengers Academy.[6]
- America Chavez é uma personagem jogável no game Marvel: Future Fight.
- America Chavez é uma personagem jogável no game Marvel Puzzle Quest.
- America Chavez é uma personagem jogável no game Lego Marvel Super Heroes 2.
- America Chavez é uma personagem jogável no game Marvel Strike Force.